# 赖泽华
赖泽华（1965年9月—），男，广东紫金人，中华人民共和国政治人物。在职管理学硕士。曾任中共肇庆市委书记、中共中山市委书记。

## 生平
1988年毕业于中山大学法学专业。1988年8月参加工作，进入河源市政府办公室担任综合科科员。1990年9月加入中国共产党。2002年12月，任河源市源城区长；2012年1月，任中共河源市委常委、副市长；
2015年4月，任肇庆市人民政府市长。2016年3月，任中共肇庆市委书记；2019年10月，他转任中共中山市委书记。
2021年10月，任广东省生态环境厅党组书记，并于同年11月兼任该厅副厅长。2022年5月，赖氏调离生态环境厅，转任广东省人大常委会机关一级巡视员。2023年5月12日，涉嫌严重违纪违法，接受广东省纪委监委纪律审查和监察调查，并于年9月被中共广东省纪委监委开除党籍和公职。